# Robin Hood, a tolvajok fejedelme
A Robin Hood, a tolvajok fejedelme (eredeti cím: Robin Hood: Prince of Thieves) 1991-ben bemutatott amerikai kalandfilm, melyet Pen Densham és John Watson forgatókönyvéből Kevin Reynolds rendezett. A film zenéjét Michael Kamen szerezte. A címszerepben Kevin Costner látható. A Morgan Creek Productions készítette, a Warner Bros. forgalmazta.
Az Amerikai Egyesült Államokban 1991. június 14-én, míg Magyarországon 1991. december 20-án mutatták be a mozikban. Két magyar szinkron változat is készült belőle, amelyből a másodikat 2011. szeptember 24-én a Universal Channelen, és a harmadikat 2020. május 1-jén a FilmBox Pluson sugározták.

## Cselekmény
Robin of Locksley I. Richárd angol király alatt keresztes hadjáratra indul a Szentföldre. Egy mór harcos, Azeem társaságában menekül meg a halálból, és együtt térnek vissza szülőhazájába, Angliába. Hazaérkezve rossz hírek fogadják: az uralkodó távollétét kihasználva anarchiába süllyedt az ország, a nottinghami seriff és társai magukhoz ragadták a hatalmat. Robin családját sem kímélték, édesapját megölték, vagyonát és birtokát elkobozták. Robin azonban bosszút esküszik: tisztára akarja mosni családja nevét és vissza akarja szerezni mindazt, ami jog szerint őt illeti.
Összecsap a seriff embereivel, a harcban néhányukat meg is öli, ezért menekülnie kell. Azeem társaságában a sherwoodi erdőben lel menedékre, ahol már számos üldözött bujdosik. Robin az élükre áll, hadsereggé szervezi őket, és felveszi a harcot a seriff és emberei ellen. A kalandok közepette Robin újra találkozik gyermekkori barátjával, az azóta szép fiatal nővé serdült Mariannal.

## Szereplők
| Szereplő          | Színész                     | Magyar hang          | Magyar hang           | Magyar hang        |
| Szereplő          | Színész                     | 1. szinkron (1991)   | 2. szinkron (2011)    | 3. szinkron (2020) |
| ----------------- | --------------------------- | -------------------- | --------------------- | ------------------ |
| Robin of Locksley | Kevin Costner               | Szakácsi Sándor      | Stohl András          | Bozsó Péter        |
| Azeem             | Morgan Freeman              | Reviczky Gábor       | Barbinek Péter        | Barbinek Péter     |
| Skarlát Will      | Christian Slater            | Mikula Sándor        | Szatory Dávid         | N/A                |
| Nottinghami bíró  | Alan Rickman                | Gáti Oszkár          | Forgács Péter         | Dányi Krisztián    |
| Marian            | Mary Elizabeth Mastrantonio | Pápai Erika          | Kovács Patrícia       | Németh Borbála     |
| Little John       | Nick Brimble                | Kránitz Lajos        | ifj. Jászai László    | Törköly Levente    |
| Tuck barát        | Michael McShane             | Vajda László         | Czvetkó Sándor        | N/A                |
| Bull              | Daniel Peacock              | Melis Gábor          | Mikula Sándor         | N/A                |
| Püspök            | Harold Innocent             | Huszár László        | Koroknay Géza         | N/A                |
| Duncan            | Walter Sparrow              | Bicskey Károly       | Makay Sándor          | Csuha Lajos        |
| Guy of Gisborne   | Michael Wincott             | Jakab Csaba          | Bede-Fazekas Szabolcs | N/A                |
| Mortianna         | Geraldine McEwan            | Bánki Zsuzsa         | Halász Aranka         | N/A                |
| Lord Locksley     | Brian Blessed               | Dengyel Iván         | Benkő Péter           | N/A                |
| Fanny             | Soo Drouet                  | Szabó Éva            | Bánfalvi Eszter       | N/A                |
| Wulf              | Daniel Newman               | Haumann Máté         | Bogdán Gergő          | Maszlag Bálint     |
| Much              | Jack Wild                   | Botár Endre          | Bartucz Attila        | N/A                |
| Kenneth           | Michael Goldie              | Antal László         | Várday Zoltán         | N/A                |
| Peter Dubois      | Liam Halligan               | Szabó Sipos Barnabás | N/A                   | N/A                |
| Sarah             | Imogen Bain                 | Kocsis Mariann       | Kocsis Mariann        | N/A                |
| Írnok             | John Tordoff                | Nagy Gábor           | Botár Endre           | Elek Ferenc        |
| Török kivallató   | Marc Zuber                  | Varga Tamás          | Garai Róbert          | N/A                |
| Idős hölgy        | Merelina Kendall            | Gyimesi Pálma        | Réti Szilvia          | N/A                |
| Vörös hajú báró   | John Hallam                 | Orosz István         | N/A                   | N/A                |
| Szürke hajú báró  | Douglas Blackwell           | Simon György         | Szokolay Ottó         | N/A                |
| Hóhér             | Richard Strange             | Balázsi Gyula        | N/A                   | N/A                |
| Richárd király    | Sean Connery                | Sinkovits Imre       | Szersén Gyula         | Szersén Gyula      |

## Érdekességek
A film paródiaváltozatának címe Robin Hood, a fuszeklik fejedelme, amelyben Tuck barát szerepét Mel Brooks alakítja, filmbeli neve Tuckman rabbi.